# Arno van Zwam
Arno van Zwam (* 16. September 1969 in Beneden-Leeuwen) ist ein ehemaliger niederländischer Fußballspieler.

## Karriere
Van Zwam begann seine Karriere 1992 beim Erstligisten Fortuna Sittard. Am Ende der Eredivisie 1992/93 stieg der Verein in die zweite Liga ab. 1995 feierte er mit dem Verein die Zweitligameisterschaft und den Aufstieg in die erste Liga. 1999 erreichte er das Finale des KNVB-Pokal. 2000 unterschrieb er einen Vertrag beim japanischen Erstligisten Júbilo Iwata. 2001 wurde er mit dem Verein Vizemeister der J1 League und erreichte er das Finale des J.League Cup. 2002 gewann er mit dem Verein die Ligameisterschaft. 2003 kehrte er nach Niederlande zurück und unterschrieb einen Vertrag bei NAC Breda. 2007 beendete er seine Karriere als Fußballspieler.

## Erfolge
Júbilo Iwata
- Japanischer Meister: 2002